# Гуминовые вещества
Гуми́новые вещества́ — органические соединения высокой молекулярной массы, образующиеся, трансформирующиеся и разлагающиеся на промежуточных стадиях процесса минерализации органического вещества отмирающих организмов.
Гуминовые вещества (ГВ) — природные органические соединения, составляющие от 50 до 90 % органического вещества торфа, углей, сапропелей и неживой материи почвенных и водных экосистем.
Гуминовые вещества образуются при разложении растительных и животных остатков под действием микроорганизмов и абиотических факторов среды. Представляют собой макрокомпоненту органического вещества почвенных и водных экосистем, а также твёрдых горючих ископаемых.
ГВ являются продуктом стохастического синтеза, что обуславливает нестехиометрический их состав и нерегулярную гетерогенную структуру.
Каждая молекула ГК индивидуальна, возможно представить лишь гипотетический фрагмент, дающий возможность составить некоторое мнение о строении молекулы.
Общепринятая классификация гуминовых веществ основана на различии в растворимости в кислотах и щелочах. Согласно этой классификации, гуминовые вещества подразделяют на три составляющие:
- Гумин — неизвлекаемый остаток, нерастворимый во всём диапазоне pH;
- Гуминовые кислоты — фракция, растворимая при pH>2;
- Фульвокислоты — фракция, растворимая во всём диапазоне pH.

## Применение
Гуминовые вещества имеют широкое применение во многих отраслях промышленности и в сельском хозяйстве.
В растениеводстве их используют в качестве стимуляторов роста растений (гуматы калия, гуматы натрия, фульвокислоты).
В животноводстве их используют в качестве стимуляторов роста животных (птиц, свиней, КРС).
В металлургии используются для изготовления составов для точного литья.
В нефтедобывающей промышленности в качестве буровых растворов.